# 幾寅峠

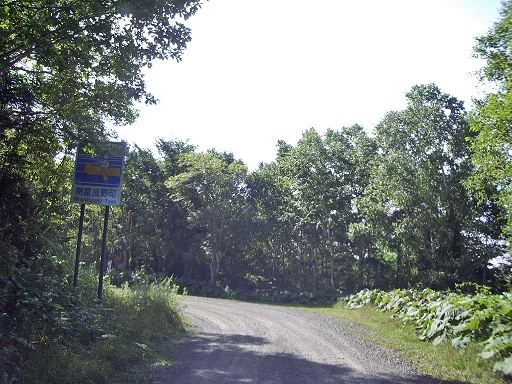
幾寅峠頂上(占冠村・南富良野町境界)

幾寅峠（いくとらとうげ）は、北海道勇払郡占冠村字下トマムと空知郡南富良野町字幾寅とを結ぶ北海道道1030号石勝高原幾寅線の峠である。標高730m。

## 地理
峠の北東は石狩川水系で水は日本海に注ぐ。南西は鵡川水系で水は太平洋に注ぐ
。

## 道路状況
積雪のため、10月下旬から5月下旬まで冬季通行止となっている。峠前後区間約9kmは未舗装である。見通しの悪いカーブが連続し、狭隘な区間も多いので、すれ違いには注意を要する。
峠部からは、落合岳（1,168m）の頂上にあるNTT落合無線中継所へ登る道が分岐しているが、これはNTT専用道のため一般車は進入できない。